# Ernesto Gasco
Ernesto José Gasco Gonzalo (San Sebastián, 24 de julio de 1963) es un geógrafo y político español.
Pertenece al PSE-EE/PSOE, federación vasca del PSOE. Fue viceconsejero de Transportes y Obras Públicas del Gobierno Vasco entre 2009 y 2012, diputado del Congreso entre 2008 y 2009, y concejal del ayuntamiento de San Sebastián de 1995 a 2020. De 2015 a 2020 fue teniente de alcalde de San Sebastián. Fue uno de los primeros políticos de España en declarar públicamente su homosexualidad. El 28 de diciembre de 2023, Gasco fue propuesto presidente del Hipódromo de la Zarzuela por decisión del Consejo de Administración de la Sociedad Estatal de Participaciones Industriales (SEPI). 

## Biografía
Ernesto Gasco es licenciado en Geografía e Historia. La carrera política de Gasco ha estado vinculada principalmente a la política local de su ciudad natal, San Sebastián. Fue elegido concejal por primera vez en 1995, siendo reelegido en las elecciones municipales de 1999, 2003, 2007 y 2011. Formó parte del gobierno municipal mientras su partido, el PSE-EE, ocupó la alcaldía de la ciudad entre 1991 y 2011, ejerciendo diversas responsabilidades en él durante estos años. Entre 1995 y 1999 fue concejal de Cooperación y Juventud, y desde 1999 ocupó la concejalía de Movilidad y Seguridad Ciudadana, siendo por tanto su responsabilidad la Guardia Municipal de San Sebastián y la Compañía del Tranvía de San Sebastián. Asimismo fue concejal de Obras y Proyectos y de Mantenimiento Urbano. Abandonó el gobierno municipal durante la alcaldía de Bildu (2011-2015), pasando a ser portavoz del grupo socialista, en la oposición. Tras las elecciones municipales de 2015, con victoria del Partido Nacionalista Vasco y fruto de los acuerdos políticos derivados del apoyo del Partido Socialista de Euskadi a la candidatura del PNV a la alcaldía, entra a formar parte del gobierno municipal como primer teniente de alcalde y concejal delegado de Impulso Económico, Comercio, Hostelería y Turismo.
Además de su concejalía, ejerce el cargo de portavoz del grupo socialista en el ayuntamiento de San Sebastián. Dentro del PSE-EE ocupó el cargo de secretario de Movimientos Sociales en la ejecutiva autonómica y el de secretario de Transporte en la ejecutiva de Guipúzcoa.
En las Elecciones generales de España de 2008 fue elegido por su partido como número 3 por la candidatura al Congreso por la provincia de Guipúzcoa. Su elección como diputado fue una relativa sorpresa, ya que su partido aspiraba a priori a obtener dos diputados en Guipúzcoa, aunque las encuestas previas ya vaticinaban un incremento del voto socialista y la posibilidad de que Gasco fuera elegido. Como diputado del Congreso fue vicepresidente de la Comisión de Igualdad y miembro de la Comisión de Fomento.
Abandonó su responsabilidad como diputado al ser nombrado viceconsejero de Transportes y Obras Públicas del Gobierno Vasco, en mayo de 2009. Debido a ese cargo, fue presidente de Metro Bilbao y miembro de las Juntas del Puerto de Bilbao y de Pasajes, vicepresidente de Euskotren y miembro de Euskal Trenbide Sarea y Sprilur. Tras el cambio de Gobierno, fue cesado como viceconsejero de Transportes y Obras Públicas en diciembre de 2012.

## Figura del movimiento gay en España
La figura de Gasco puede considerarse como referente dentro del movimiento gay en España. No en vano, fue uno de los primeros políticos en España en declararse abierta y públicamente homosexual. Impulsor del movimiento gay, fue uno de los fundadores de la asociación Gehitu en los años 1990, y el primer político español que hizo pública su condición de homosexual.
En 2003 protagonizó junto con su pareja Iñigo Alonso, concejal socialista en el ayuntamiento de Lasarte-Oria, la primera unión de hecho entre dos políticos españoles del mismo sexo. Dos años más tarde, el 20 de septiembre de 2005 protagonizó la primera boda gay entre dos políticos españoles tras la legalización del matrimonio entre personas del mismo sexo en España.
Su elección como Diputado del Congreso en 2008 le convierte en el primer diputado gay casado con una persona del mismo sexo.

## Polémicas en relación con el Museo Vasco del Ferrocarril
El papel de Ernesto Gasco Viceconsejero de Transportes se vio empañado por el despido de Juanjo Olaizola, director del Museo Vasco del Ferrocarril. Dicho despido, que generó rechazo en el mundo ferroviario llevó a su reincorporación aunque sin reconocerle ya como director del Museo.
El propio Juanjo Olaizola señaló a Gasco como responsable personal de estos acontecimientos en una entrevista, aludiendo a una discusión personal que sostuvieron cuando Gasco era concejal, así como criticando su gestión en el Gobierno Vasco con respecto al museo. Olaizola fue expedientado a raíz de dichas declaraciones. Otras declaraciones públicas censuraron la labor de Gasco en dicho asunto fueron realizadas por el parlamentario autonómico Alex Etxeberria.
La posterior contratación de un nuevo director para reemplazar a Olaizola fue también discutida, lo que llevó al patronato del Museo a excluir a la Asociación de Amigos de dicho museo por contestarla judicialmente. Hubo diversas manifestaciones de apoyo a Olaizola incluyendo al ayuntamiento de Azpeitia, sede del museo, que aprobó una moción en muestra de su desacuerdo. Juanjo Olaizola fue nuevamente despedido y Gasco fue acusado de haber colocado a una amiga al frente del museo sin la debida capacitación.
Olaizola recurrió el despido, que fue declarado nulo. Tras su reincorporación, ha seguido habiendo alusiones a acoso laboral.